# Car Radio
Car Radio is een nummer van het Amerikaanse muziekduo Twenty One Pilots uit 2014. Het is de zesde en laatste single van hun tweede studioalbum Regional at Best, en de vijfde en laatste single van hun derde studioalbum Vessel.

## Achtergrondinformatie
"Car Radio" valt op valt op doordat het geen refrein en geen hook heeft. Het nummer is geïnspireerd door een gebeurtenis die frontman Tyler Joseph tijdens zijn studie overkwam. In een interview met Rock Sound vertelde hij dat hij op een dag te laat in de les aankwam en vergat zijn autodeur op slot te doen. Na de les kwam hij terug en ontdekte hij dat iemand in zijn auto had ingebroken. Alles was gestolen, inclusief de radio, de gps en Josephs cd's. Joseph had op dat moment niet de financiële middelen om te vervangen wat hij kwijt was geraakt. De autoritten zonder zijn autoradio deden hem beseffen dat "muziek je kan afleiden en je gedachten kan belemmeren". Tijdens deze ritten dacht Joseph na over waar gedachten mensen naartoe brengen wanneer ze alleen nog maar stilte overhouden.
Het energieniveau heeft het nummer tot een favoriet gemaakt bij zowel de band als de fans tijdens de shows van Twenty One Pilots. De plaat haalde de Amerikaanse Billboard Hot 100 echter niet, en bleef het steken op een 15e positie in de Bubbling Under Hot 100. Ook in Nederland en Vlaanderen werden geen hitlijsten gehaald, desondanks geniet het er wel bekendheid en wordt het regelmatig gedraaid op voornamelijk alternatieve muziekzenders.

## Tracklijst
- Muziekdownload

1. "Car Radio" - 4:27

- MusicBrainz release group: 37304824-e886-4352-82e3-6cf3f025e4cc